# Maurice Connolly
Maurice Connolly (* 13. März 1877 in Dubuque, Iowa; † 28. Mai 1921 bei Indian Head, Maryland) war ein US-amerikanischer Politiker. Zwischen 1913 und 1915 vertrat er den Bundesstaat Iowa im US-Repräsentantenhaus.

## Werdegang
Maurice Connolly besuchte die öffentlichen Schulen seiner Heimat und danach bis 1897 die Cornell University in Ithaca (New York). Nach einem anschließenden Jurastudium an der New York University in New York City wurde er im Jahr 1899 als Rechtsanwalt zugelassen. Später belegte er noch Studiengänge am Balliol College der University of Oxford und an der Universität Heidelberg. Im Jahr 1903 übernahm er nach dem Tod seines Vaters dessen Firma, die Connolly Carriage Co., die Kutschen herstellte. Später stieg er in das Versicherungs- und Bankengeschäft ein.
Politisch war Connolly Mitglied der Demokratischen Partei. 1912 wurde er im dritten Wahlbezirk von Iowa in das US-Repräsentantenhaus in Washington, D.C. gewählt, wo er am 4. März 1913 die Nachfolge des Republikaners Charles E. Pickett antrat. Bei den Wahlen profitierte er, ähnlich wie sein Parteifreund Woodrow Wilson, der im selben Jahr zum Präsidenten gewählt wurde, von einer Spaltung der Republikanischen Partei. Diese teilten ihre Stimmen zwischen den Anhängern von Präsident William Howard Taft und dem früheren Präsidenten Theodore Roosevelt auf. Bis zum 3. März 1915 absolvierte Connolly eine Legislaturperiode im Kongress. In dieser Zeit wurde der 17. Verfassungszusatz verabschiedet, der die Direktwahl der US-Senatoren bundesweit vorschrieb.
Im Jahr 1914 bewarb sich Connolly für den US-Senat. Dabei kam in Iowa erstmals das neue Direktwahlgesetz zur Anwendung; zuvor waren die US-Senatoren aus Iowa von der Legislative bestimmt worden. Connollys Kandidatur blieb allerdings erfolglos: Er unterlag dem republikanischen Amtsinhaber Albert B. Cummins. Ebenfalls im Jahr 1914 war Connolly Vorsitzender des lokalen Parteitags der Demokraten in Iowa. 1916 war er Delegierter zur Democratic National Convention in St. Louis, auf der Präsident Wilson für eine zweite Amtszeit nominiert wurde. Außerdem wurde Connolly damals zum Posthalter in Dubuque ernannt.
Während des Ersten Weltkrieges war Maurice Connolly Major bei den Luftstreitkräften der US-Armee. Er wurde aber nicht in Europa eingesetzt. Nach dem Krieg arbeitete Connolly in Washington für das Fliegerkorps der Armee. Zeitweise trat er auch als Kunstflieger bei Benefizveranstaltungen auf. Später vertrat er die Curtiss Aeroplane and Motor Company in der Bundeshauptstadt Washington. Maurice Connolly starb bei einem Flugzeugabsturz in der Nähe von Indian Head (Maryland) und wurde in Dubuque beigesetzt.